# José Valmor César Teixeira
José Valmor César Teixeira SDB (ur. 1 marca 1953 w Rio do Sul) – brazylijski duchowny katolicki, biskup São José dos Campos od 2014, salezjanin.

## Życiorys
9 grudnia 1979 otrzymał święcenia kapłańskie w zgromadzeniu salezjanów. Był m.in. dyrektorem zakonnego instytutu w Kurytybie i wykładowcą Studium Theologicum w tymże mieście. Przez wiele lat zasiadał także we władzach inspektorii w Porto Alegre, a w latach 2002-2008 był jej przełożonym.
28 stycznia 2009 papież Benedykt XVI mianował go biskupem diecezji Bom Jesus da Lapa. Sakry biskupiej udzielił mu 29 marca 2009 metropolita Florianópolis - arcybiskup Murilo Krieger.
20 marca 2014 został mianowany ordynariuszem diecezji São José dos Campos, zaś 17 maja 2014 kanonicznie objął urząd.